# Ropuszka korsykańska
Ropuszka korsykańska (Discoglossus montalentii) – gatunek płaza bezogonowego z rodziny ropuszkowatych (Alytidae), występujący endemicznie na francuskiej wyspie Korsyka, gdzie zasiedla leśne strumienie. Odżywia się wodnymi i naziemnymi bezkręgowcami, które łapie zanurzony w płytkiej wodzie. Gatunek bliski zagrożenia (NT), w związku z niewielkim zasięgiem występowania i degradacją jego środowiska naturalnego.

## Wygląd
W 1984 roku badania filogenetyczne wykazały, że ropuszka korsykańska stanowi osobny gatunek niż ropuszka tyrreńska. Występują dwie odmiany kolorystyczne – płaz ten może przyjmować jednakową barwę (taką jak ciemnobrązowa, ciemnoszara, czerwonawa czy czerwonobrązowa) lub być pokryty ciemnymi czarnymi kropkami. Brzuch żółtawobiały. Od spokrewnionej ropuszki tyrreńskiej różni się między innymi budową czwartego palca u dłoni oraz dłuższymi kończynami tylnymi.

## Zasięg występowania i siedlisko
Endemit. Występuje wyłącznie na Korsyce, gdzie spotkać go można głównie w centralnej części wyspy – od Cap Corse i Calvi na północy do Porto-Vecchio na południu. Występuje na wysokościach bezwzględnych 0 – 1900 m n.p.m. Zasięg występowania wynosi 6921 km². Zasiedla głównie leśne strumienie.

## Dieta
Drapieżnik. Żywi się wodnymi i naziemnymi bezkręgowcami, na które najprawdopodobniej poluje zanurzony w płytkiej przybrzeżnej wodzie. Do jego ofiar należą m.in. chrząszcze, chruściki, płucodyszne i pająki. W przeciwieństwie do większości płazów bezogonowych Europy, gatunek ten jest zapewne w stanie połykać pokarm pod wodą.

## Rozmnażanie
Rozród i rozwój kijanek odbywa się zapewne w zbiornikach wodnych charakteryzujących się niewielką ilością wodnej roślinności.

## Status
Gatunek bliski zagrożenia (NT) w związku z niewielkim zasięgiem występowania (6921 km²) oraz degradacją jego środowiska naturalnego. Jednakowoż płaz ten występuje w więcej niż 10 lokalizacjach, a jego populacja nie jest poszatkowana, w związku z czym nie kwalifikuje się do statusu gatunku narażonego (VU). Do potencjalnych zagrożeń należą budowa tam, a także zmiany klimatu.